# Roemenië op het Eurovisiesongfestival 1994
Roemenië nam deel aan het Eurovisiesongfestival 1994 in Dublin, Ierland. Het was de 1ste deelname van het land op het Eurovisiesongfestival. De nationale finale, Selecţia Naţională genoemd, vond plaats op 20 maart 1994. De TVR is verantwoordelijk voor de Roemeense bijdrage voor de editie van 1994.

## Selectieprocedure
De nationale finale werd georganiseerd in Boekarest op 20 maart 1994 en werd gepresenteerd door Gabriela Crista.
In totaal deden er 12 acts mee aan de nationale finale en de winnaar werd gekozen door 5 regionale jury's.
| Volgorde | Artiest                            | Lied                            |
| -------- | ---------------------------------- | ------------------------------- |
| 1        | Adrian Enache                      | "Trenul cu roţi albastre"       |
| 2        | Aurelian Temișan                   | "Dragostea e șansa ta"          |
| 3        | Elena Cârstea                      | "Până când?"                    |
| 4        | Nicoleta Nicola                    | "Doar amintiri"                 |
| 5        | Constantin Dimitriu                | "Daniela"                       |
| 6        | Mona Rosoga                        | "Vei veni"                      |
| 7        | Loredana Groza                     | "Nu adio"                       |
| 8        | Mona Rosoga                        | "Fără să știu, fără să vreau"   |
| 9        | Lucia Mereuță                      | "Dacă muzica"                   |
| 10       | Silvia Chifiriuc                   | "Prea multe întrebări"          |
| 11       | Dan Bittman                        | "Dincolo de nori"               |
| 12       | Monica Anghel                      | "Dă-mi o stea din cerul tău"    |
| 13       | Monica Anghel                      | "Dau viaţa mea pentru-o iubire" |
| 14       | Luminiţa Anghel & Gabriel Cotabiţă | "Nu e prea târziu"              |
| 15       | Oana Sârbu                         | "Viaţa râde, viaţa plânge"      |
| 16       | Luminiţa Anghel                    | "Speranţă"                      |

## In Dublin
In Ierland moest Roemenië aantreden als 11de, net na Estland en voor Malta. Op het einde van de puntentelling bleek dat ze op een 21ste plaats waren geëindigd, met 14 punten.
Nederland had geen punten over voor deze inzending en België nam niet deel in 1994.

### Gekregen punten

#### Finale
| 12 punten | 10 punten | 8 punten | 7 punten   | 6 punten              |
| --------- | --------- | -------- | ---------- | --------------------- |
|           |           |          |            | - Griekenland - Malta |
| 5 punten  | 4 punten  | 3 punten | 2 punten   | 1 punt                |
|           |           |          | - Litouwen |                       |

### Punten gegeven door Roemenië

#### Finale
Punten gegeven in de finale:
| 12 punten | Duitsland   |
| 10 punten | Malta       |
| 8 punten  | Ierland     |
| 7 punten  | Polen       |
| 6 punten  | Griekenland |
| 5 punten  | Spanje      |
| 4 punten  | Noorwegen   |
| 3 punten  | Rusland     |
| 2 punten  | Hongarije   |
| 1 punt    | Oostenrijk  |

1994 · 1995-1997 · 1998 · 1999 · 2000 · 2001 · 2002 · 2003 · 2004 · 2005 · 2006 · 2007 · 2008 · 2009 · 2010 · 2011 · 2012 · 2013 · 2014 · 2015 · 2016 · 2017 · 2018 · 2019 · 2020 · 2021 · 2022 · 2023 · 2024-2025